# Jenim (província)
A Província de Jenim, ou Jenin (em árabe: محافظة جنين) é uma das 16 províncias do Estado da Palestina. Está situada no norte da Cisjordânia. É composta por 15 municípios e é governada por Qadoura Mousa.

## Cidades
- Jenim
- Qabatiya

## Municipios
- Ajjah
- Arrabah
- Burqin
- Dahiyat Sabah al-Khei
- Deir Abu Da'if
- Deir Ghazaleh
- Jaba
- Kafr Dan
- Kafr Rai
- Meithalun
- Silat al-Harithiya
- Silat ad-Dhahr
- Yabad
- al-Yamun
- Zababdeh